# MPEG-7
S dostupnošću standarda MPEG-1, MPEG-2, MPEG-4 i drugih digitalnih kodnih standarda bilo je lako pribaviti i raspodijeliti audio-video sadržaj. Međutim, mnoštvo digitalnog sadržaja predstavljalo je ogroman izazov za upravljanje tim sadržajem. Što je više sadržaja, postaje teže da se njime upravlja, da se on pretražuje i filtrira kako bi se pronašlo ono što nam stvarno treba. S druge strane, sadržaj ima vrijednost ako može biti otkriven brzo i efikasno. Pošto su načinjeni važni koraci na putu daljeg razvoja digitalnog audio-video sadržaja, MPEG je prepoznao da je potrebno usmjeriti problem ka upravljanju audio-video sadržajem. 1996 godine MPEG je pokrenuo MPEG-7 projekt pod nazivom “Opis interfejsa za multimedijalni sadržaj“ s ciljem da se specificira standard za opis različitih tipova audio-video informacija kao što su osnovni dijelovi, skladištenje informacija, bez obzira na njihov format, način predstavljanja ili medija. Poput drugih MPEG standarda, MPEG-7 se susreće s nizom zahtjeva od prethodnih MPEG standarda, audio-video predstava ovdje nema za cilj da komprimira i reproducira podatke, već se bavi tzv. metapodacima (podaci o podacima). MPEG-7 deskriptori osiguravaju rješenje za metapodatke kod velikog broja primjena. Oni su nezavisni od medija i formata na bazi objekata i s mogućnošću proširenja. MPEG-7 specificira format za deskripciju i njegovo dekodiranje. MPEG-7 specificira dva osnovna tipa alata: deskriptori (eng. descriptor - D) i sheme za deskripciju (eng. descriptor scheme - DS). Deskriptor je predstavljanje karakteristika koje definiraju sintaksu i semantiku. Deskripcije MPEG-7 mogu se predstaviti na dva načina: tekstualni tipovi koji koriste opis definicije jezika (eng. desciption definition language — DDL) i binarne tokove koji koriste binarni format za metapodatke (eng. binaiy form at for metadata — BiM) MPEG-7. To je u osnovi DDL alat za kompresiju.

## MPEG-7 standard
MPEG-7 je standard koji se sastoji iz dvanaest dijelova:
- Sistemski
- Opis definicije jezika
- Video
- Audio
- Sheme za multimedijalnu deskripciju (MDS)
- Referentnog softvera
- Prilagođenog testiranja
- Ekstrakcija i primjena MPEG-7 deskripcije
- Profili i nivoi
- Definicija sheme
- Profil shema
- Query format

## Sistemski
Ovaj dio određuje alate za transport i memoriranje MPEG-7 deskripcije koristeći BiM format za binarno predstavljanje.

## Opis definicije jezika
Opis definicije jezika određuje jezik kod kreiranja novih shema za deskripciju kao i za proširenje i modifikaciju postojećih. DDl je baziran na označenom jeziku za proširenje (XML) koji je dio W3C.

## Video
Treći dio određuje alate za opis osnovne strukture i deskriptore ili deskripcione sheme za opis vizualnih karakteristika te za lokalizaciju opisnih objekata na slici ili video sekvenci. MPEG-7 video deskriptor pokriva pet osnovnih vizualnih karakteristika koji uključuju boju, teksturu, oblik, pokret i lokalizaciju (deskriptor prepoznavanja lica je također definiran).

## Audio
Ovaj dio određuje alate za audio deskripciju koji su organizirani kao melodija, tišina, govorni sadržaj i zvučni efekti.

## Sheme za multimedijalnu deskripciju (MDS)
MDS određuje deskripcione alate koji se bave općim i multimedijalnim entitetima. Opći entiteti su oni koji se mogu primijeniti kod audio, video i tekstualnih deskripcija pa se mogu tretirati kao opći u svim medijima. Alati za multimedijalnu deskripciju mogu se grupirati u šest različitih klasa prema svojoj funkcionalnosti.
- Prva klasa sadrži opis sadržaja: strukturne i semantičke aspekte.
- Druga klasa se bavi upravljanjem sadržajem: medijima, korištenjem, kreiranjem i produkcijom.
- Treću klasu čini organizacija sadržaja: kolekcije i modeli.
- Četvrta klasa bavi se navigacijom i pristupom: rezime, gledišta i varijacije.
- Peta klasa se odnosi na korisnike: davanje prvenstva korisnicima i porijeklo primjene.
- Šesta klasa se bavi osnovnim elementima: tipovima podataka i struktura, shemama različitih alata, linkovima i lokalizacijom medija kao i osnovnim deskripcionim shemama.

## Referentni softver
Referentni softver sadrži softver za implementaciju alata određenih u prethodnim dijelovima. Kao i kod MPEG-4 standarda, ovaj softver koristi se za primjene koje su prilagođene MPEG-7 standardom

## Prilagođeno testiranje
U ovom dijelu standarda se određuju procedure koje osiguravaju da se provjeri da li deskripcioni tokovi odgovaraju zadanim specifikacijama u prethodnim dijelovima.

## Ekstrakcija i primjena MPEG-7 deskripcije
Ovdje se osiguravaju korisne informacije o ekstrakciji i upotrebi deskripcije.

## Profili i nivoi
Ovaj dio određuje opis profila i nivoa. Deskripcioni nivo u općem slučaju opisuje podniz svih deskripcija i alata opisanih u MPEG-7. Deskripcija alata u deskripcionom profilu podržava niz funkcionalnosti za određenu klasu primjena: nivo raspršenja profila definira ograničenja u pogledu usklađenosti opisa s ograničenjem koje predstavlja maksimalna dozvoljena kompleksnost.

## Definicija sheme
Ovdje se određuje definiciju sheme kroz MPEG-7. Prikuplja opise alata određenih u MPEG-7 i određuje opis sintakse i sheme primjenom opisa jezika po definiciji DDL-a.

## Profil shema
Obuhvata sheme za različite profile.

## Query format
Query format opisuje format query alata koji se mogu koristiti samostalno ili u kombinaciji s drugim dijelovima ISO / IEC 15938. Svaki format query alata opisan je u dvije normativne sekcije:
- Sintaksa (normativna specifikacija upita i upravljanja formatom)
- Semantika (normativno definiranje semantike svih komponenata koje odgovaraju specifikaciji query formata).

## Vanjske poveznice
- Information technology -- Multimedia content description interface -- Part 1: Systems
- Information technology -- Multimedia content description interface -- Part 2: Description definition language
- Information technology -- Multimedia content description interface -- Part 3: Visual
- Information technology -- Multimedia content description interface -- Part 4: Audio
- Information technology -- Multimedia content description interface -- Part 5: Multimedia description schemes
- Information technology -- Multimedia content description interface -- Part 6: Reference software
- Information technology -- Multimedia content description interface -- Part 7: Conformance testing
- Information technology -- Multimedia content description interface -- Part 8: Extraction and use of MPEG-7 descriptions
- Information technology -- Multimedia content description interface -- Part 9: Profiles and levels
- Information technology - Multimedia content description interface -- Part 10: Schema definition
- Information technology -- Multimedia content description Interface -- Part 11: MPEG-7 profile schemas
- Information technology -- Multimedia content description interface -- Part 12: Query format